# Franghias Kavertzas
Frantzeskos o Franghias Kavertzas (en griego: Φραντζέσκος Καβερτζάς, 1590/1600-1648) fue un pintor griego. Su estilo pictórico se asemeja a la escuela cretense tardía o al primer barroco griego. Su obra estuvo influenciada por Georgios Klontzas, Michael Damaskinos y Emmanuel Tzanfournaris. Estuvo activo en Creta durante la primera parte del siglo XVII, aproximadamente después de la muerte de Georgios Klontzas. Pintó dos iconos muy similares a las piezas más notables de Klontzas. Theodore Poulakis también pintó temas similares. Las obras de Kavertzas incorporan la escuela veneciana. Sus obras influyeron en Leos Moskos. Sus obras más notables son el Juicio Final y En ti se regocija.

## Historia
Kavertzas nació en Heraklion. Su padre se llamaba Pavlos. Se casó con la hermana de Manea Sophianou. Kavertzas tuvo tres hijos. Su primer hijo, Pavlos, era pintor. Hay algunos registros con su firma entre 1615 y 1647. Tuvo propiedades en Creta e Italia. El 9 de marzo de 1641, una monja llamada Evgenia Trapezontiopoulla le debía dinero por el cuadro del Juicio Final. No podía pagarle con dinero. En su lugar, hizo un trueque con Kavertzas. En la parte inferior del cuadro del Juicio Final también aparece una monja. Kavertzas tuvo un taller activo y muy exitoso en Creta durante la primera parte del siglo XVII, antes de que cayera en manos de los otomanos.
Kavertzas perteneció a la última escuela cretense. Su arte estuvo influenciado por Georgios Klontzas y Michael Damaskinos. Influyó en el arte de Leos Moskos y en su pintura del Juicio Final. Otros artistas activos en Creta en esta época fueron Emmanuel Tzanes, Philotheos Skoufos e Ieremias Palladas. Pintó iconos para iglesias y colecciones privadas. Sus mecenas eran tanto italianos como griegos.

## Toda la creación se regocija en ti

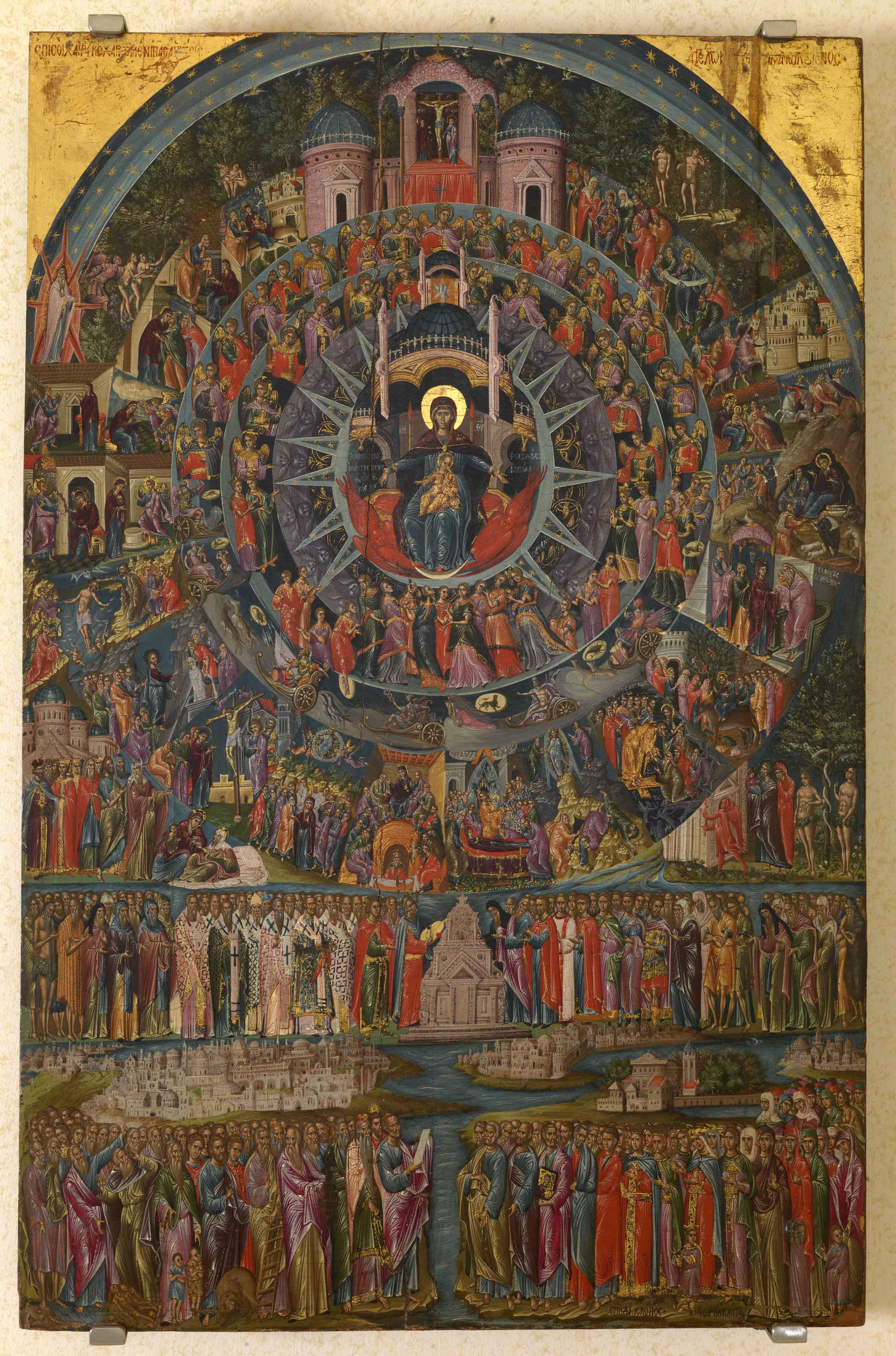
Toda la Creación se regocija en ti, Georgios Klontzas

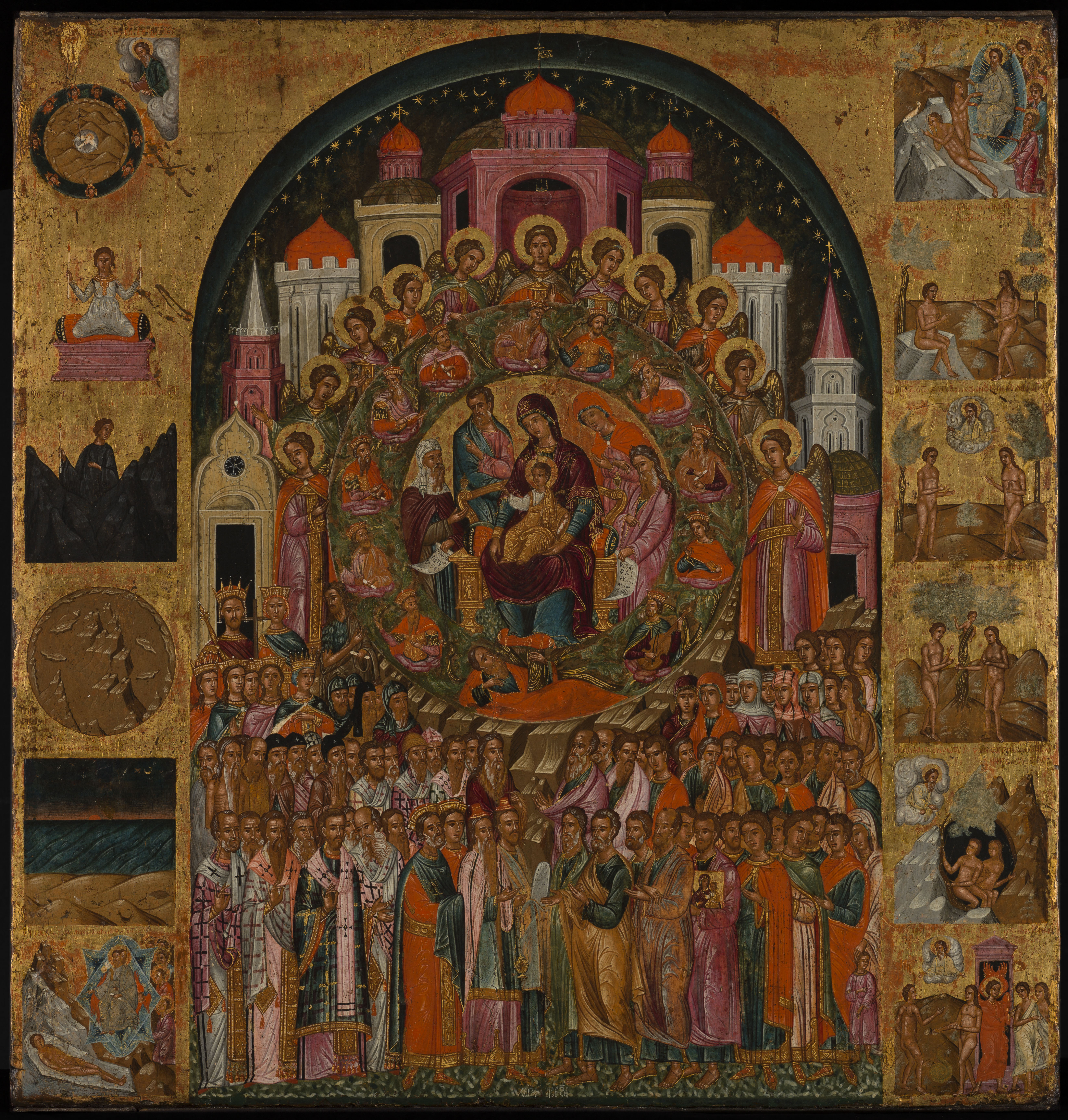
En ti se regocija, Franghias Kavertzas

El himno del icono de Kavertzas En ti se regocija se inspiró en Klontzas y en el himno que compuso el monje sirio Juan de Damasco. Se utilizó en la Divina Liturgia de San Basilio el Grande durante la Liturgia de los Fieles. El himno es el siguiente:

Toda la creación se regocija en ti, oh llena de gracia 

los ángeles del cielo y la raza humana,

oh templo santificado y paraíso espiritual,

la gloria de las vírgenes, de la que Dios se encarnó 

y se hizo niño, nuestro Dios antes de los siglos. 

Hizo de tu cuerpo un trono 

y tu vientre más espacioso que los cielos. 

Toda la creación se regocija en ti, oh llena de gracia 

Gloria a ti.

Tanto las pinturas de Kavertzas como las de Theodore Poulakis recibieron la influencia de Georgios Klontzas. Kavertzas no incluye la representación pictórica del Himno a la Virgen, pero a menudo se refiere al Himno a la Virgen debido a su similitud con la obra de Poulakis y Klontzas. El tema se hizo muy popular y deseable entre los mecenas. La versión de Theodore Poulakis es similar al En ti se regocija de Klontzas, mientras que la pintura de Kavertzas presenta similitudes, pero exhibe sus propias características. Kavertzas tiene menos figuras y las narraciones son más evidentes. Sin embargo, la agrupación de las figuras en la parte inferior de Kavertzas se asemeja claramente a la de Georgios Klontzas. Los círculos temáticos también fluyen hacia el exterior.